# Artère temporale profonde
Les artères temporales profondes sont deux artères systémiques paires de la tête. Ce sont l'artère temporale profonde antérieure et l'artère temporale profonde postérieure. Elles vascularisent le muscle temporal.

## Origine
Les artères temporales profondes naissent du second segment de l'artère maxillaire entre la branche de la mandibule et le muscle ptérygoïdien latéral.

## Trajet

### Artère temporale profonde postérieure
L'artère temporale profonde postérieure monte sous l'arcade zygomatique entre le muscle temporal et le péricrâne. Elle vascularise les portions postérieure et moyenne du muscle temporal.
Elle fournit de petits rameaux ptérygoïdiens qui vascularisent les muscles ptérygoïdiens latéral et médial.

### Artère temporale profonde antérieure
L'artère temporale profonde antérieure sous l'arcade zygomatique entre le tendon du muscle temporal et le péricrâne. Elle vascularise la portion antérieure du muscle temporal.

## Anastomoses
Les artère temporales profondes s'anastomosent avec l'artère temporale moyenne.
L'artère temporale profonde antérieure communique avec l'artère lacrymale  au moyen de petites branches qui perforent l'os zygomatique et la grande aile de l'os sphénoïde. Elle peut également communiquer avec l'artère ophtalmique.

## Aspect clinique
Les artères temporales profondes peuvent être atteintes d'artérite à cellules géantes qui peut être diagnostiqué en utilisant l'imagerie par résonance magnétique.